# Petter Kleen
Petter Kleen, född 21 januari 1721, död 1777, var en svensk guldsmed, silversmed och konsthantverkare.
Kleen gick i lära 1738-1744 hos Conrad Gadd i Kristianstad där han även arbetade som gesäll. Han blev mästare i Ystad under skråämbetet i Malmö 1753 med en kaffekanna som mästerstycket. Genom giftermål med Lars Knutssons änka kom han i över dennes verkstad i Ystad där han var verksam 1753-1777. Han blev antagligen det nybildade Ystadsämbetets förste ålderman 1761. För Maria kyrka i Ystad utförde han en uppsättning altarkärl. Bland hans andra bevarade arbeten märks en del smycken på Nordiska museet i Stockholm samt ett par bägare på Malmö museum och på Kulturen i Lund.